# پوکروفکا (شهرستان سالاواتسکی، باشقیرستان)
پوکروفکا (انگلیسی: Pokrovka, Salavatsky District, Republic of Bashkortostan) یک شهرک در شهرستان سالاواتسکی استان باشقیرستان کشور روسیه است.